# Barbula albicuspis
Barbula albicuspis är en bladmossart som beskrevs av Mitten 1859. Barbula albicuspis ingår i släktet neonmossor, och familjen Pottiaceae. Inga underarter finns listade i Catalogue of Life.